# LS-6
Lei Shi-6 (LS-6) – chińska bomba szybująca z korekcją toru lotu przy pomocy systemów nawigacyjnych INS i GPS. Pierwsze testy bomby miały miejsce w  2003 roku, pierwsza publiczna prezentacja w październiku 2006 roku.
LS-6 jest bombą szybującą. Składa się z konwencjonalnej bomby burzącej wagomiaru 500 kg, nowej części ogonowej mieszczącej stery i system nawigacyjny, oraz rozkładanych skrzydeł zwiększających zasięg bomby. Wynosi on 40 km przy zrzucie z wysokości 8000 m i 60 km przy zrzucie z wysokości 10 000 m. Według producenta 50% bomb LS-6 powinno spaść nie dalej niż 15 m od punktu celowania. LS-6 może być zrzucana z wysokości 4000 do 11 000 m, przy prędkości nosiciela od 600 do 1000 km/h.